# Balkangebirge
Das Balkangebirge, kurz auch Balkan (kyrillisch Балкан), bulgarisch und serbisch Stara Planina (kyrillisch Стара планина), ist ein tertiäres Faltengebirge in Südosteuropa, dessen Hauptkamm in Bulgarien liegt. Es ist Teil des Alpidischen Gebirgssystems.
Nach dem Gebirge wurde die Balkanhalbinsel benannt.
Auf dem Gebiet wurden ein Nationalpark, vier Naturparks (Sinite Kamani, Balgarka, Wratschanski Balkan und Stara Planina) sowie etliche Naturreservate und Schutzgebiete zum Schutze der Flora und Fauna eingerichtet.

## Namen
In der Antike wurde das Balkangebirge thrakisch und altgriechisch Haimos (griechische Schreibung Αἵμος) genannt sowie lateinisch Haemus – in klassischem Latein mit identischer Aussprache zu griechisch und thrakisch, nach späterem Lautwandel wie „Hämus“. Daraus entwickelte sich die Schreibung Hemus (bulgarisch Хемус Chemus). Dieser Name wurde auch verwendet bei der Benennung der Montes Haemus auf dem Mond sowie der ehemaligen bulgarischen Fluggesellschaft Hemus Air und der bulgarischen Autobahn Awtomagistrala Hemus.
Zwischen dem 14. und dem 17. Jahrhundert eroberten die osmanischen Türken das Gebiet schrittweise und waren ungefähr bis zum Ende des 19. Jahrhunderts dort die vorherrschende Macht. Der Name Balkan stammt dementsprechend aus der türkischen Sprache und bedeutet „steile Gebirgskette, Gebiet(e) mit vielen Bäumen, Sträuchern und Büschen“ oder „Berg(e) mit vielen Wäldern“.
Es existiert auch eine Gebirgskette in Turkmenistan mit der Bezeichnung Großer Balkan („Uly Balkan“), außerdem gibt es dort noch die Provinz Balkan welaýaty mit der Hauptstadt Balkanabat. Es ist wahrscheinlich, dass der Name Balkan von dort auf das Gebirge in Südosteuropa übertragen wurde, da die Vorfahren der Osmanen und Türken, die sogenannten Oghusen, aus diesem Gebiet in Zentralasien stammten.
Die Bulgaren und Serben nennen das Gebirge heute Stara Planina („altes Gebirge“, kyrillisch Стара планина), wobei im Bulgarischen die Bezeichnung Balkan ebenfalls parallel in Gebrauch ist.

## Geographie

### Lage

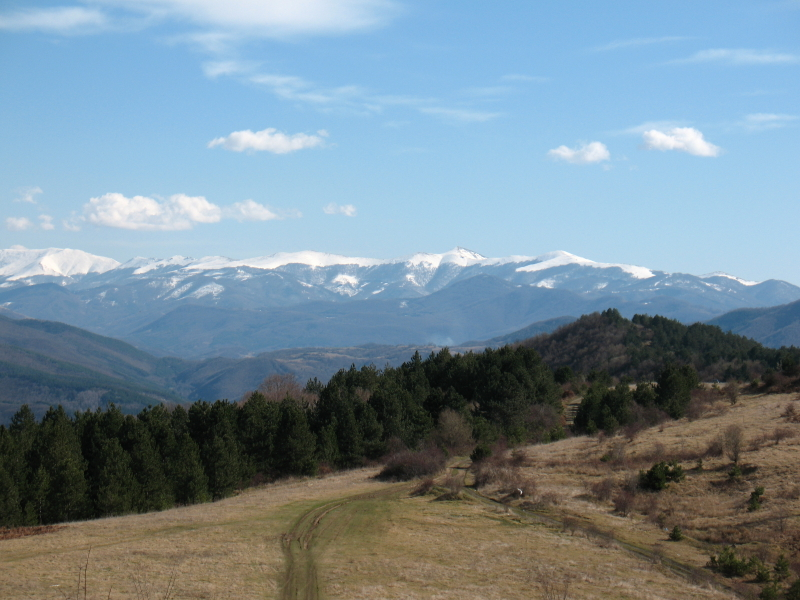
Blick von Norden (bei Prawez) auf den Hauptkamm

Das Balkangebirge ist etwa 600 km lang, verläuft am Nordrand der Balkanhalbinsel zu den Ebenen der unteren Donau in westöstlicher Richtung. Das Gebirge bildet die natürliche Nordgrenze der Landschaft Thrakien. Das Gebirge mit abgerundeten Bergformen ist nach Süden hin steil abfallend und wird von vielen Pässen überquert, von denen der Schipkapass und der Pass der Republik die bedeutendsten sind. Außerdem wird es von mehreren Durchbruchstälern durchschnitten, von denen das des Iskar am mächtigsten ist. Höchster Gipfel ist der Botew (2376 m).

### Gliederung

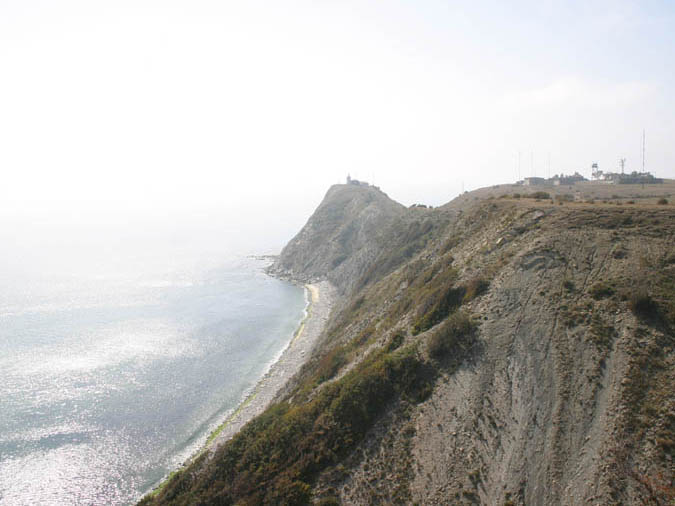
Kap Emine, das östliche Ende des Balkangebirges

Das Gebirge ist von Westen nach Osten in drei Abschnitte gegliedert:
- Westbalkan: bis zu 2169 m hoch (Midžor), natürliche Grenze zwischen Serbien und Bulgarien
- Mittlerer Balkan (auch „Hoher Balkan“): vom Iskar-Durchbruch oder dem Pass von Botewgrad im Westen bis zum Wratnikpass im Osten
- Östlicher Balkan (auch „Kleiner Balkan“): Der mittlere Hauptkamm reicht bis an die Schwarzmeerküste und endet dort am Kap Emine

Gliederung von Norden nach Süden:
- Vorbalkan (auch „Predbalkan“)
- Hauptkamm des Balkangebirges (bulgarisch подобласт на Главната Старопланинаска верига podoblast na Glavnata Staroplaninska veriga), im Zentrum der Gipfel Botew
- Subbalkan (auch „Podbalkan“)

Der Hauptkamm und der Vorbalkan bilden die Großlandschaft des Balkankettensystems (bulgarisch Област на Старопланинска верижна система Oblast na Staroplaninska verischna sistema). Im Norden schließt sich die nordbulgarische Donautiefebene an.

### Geologie

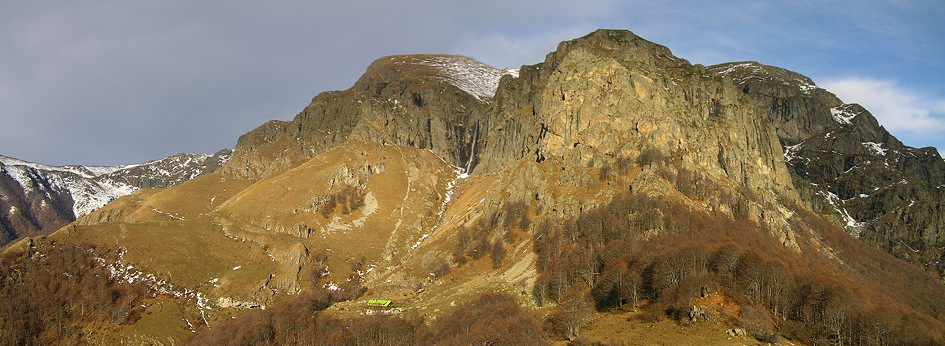
Das zentrale Balkangebirge, in der Mitte der Wasserfall Rajsko praskalo im Nationalpark Zentralbalkan

Die Faltungsphase des Balkangebirges wird im Alttertiär angenommen. Der alpinen Gebirgsfaltungsphase zugehörend, sind der Balkanzug und der Karpatenbogen strukturell zusammenhängende Teile der nördlichen alpinen Kettengebirge. Strukturgeologisch als Carpatho-Balkan Arc bezeichnet, nimmt dieser einen wesentlichen Teil der nördlichen zentralen und östlichen Balkanhalbinsel südlich der Donau ein.
Geologisch ist der Balkan durch einen zonalen Aufbau der Nord-Süd streichenden Gesteinsstrukturen bestimmt. Diese zonale Streichrichtung wird durch tektonische Rotationen im Norden und Süden aufgebrochen, die Kennzeichnen des geschwungenen Gebirgsbogen sind.
Gesteine des Proterozoikums bis zum Quartär bauen den Gebirgszug auf. Dies sind überwiegend saure metamorphe Tiefengesteine (Orthogneise) der Sredna Gora. Vielfach eingestreut finden sich Kalksteine und zu einem kleineren Anteil Dolomite des Jura und der unteren Kreide. Die Mächtigkeit dieser Sedimente kann dabei auch über 1000 m betragen. Kalksteine aus dem Trias sind dagegen seltener. Sie finden sich an der Decke permischer Sandsteine im Westbalkan und in der östlichen Stara Planina.

### Relief
Das Relief des Balkangebirges wird insbesondere in der Stara Planina, sowie auf der Südseite des Zentralen Balkan durch einen abrupten Anstieg, auf der Nordseite aber durch einen allmählichen Übergang aus der lößbedeckten Donautiefebene bestimmt. Auf der Nordseite nimmt das zertalte hügeligen Vorgebirge des Balkans Höhen zwischen 250 und 600 m ein. Dagegen dachen sich die schroffen Abhänge der Südseite zur zentralbalkanischen Ebene Bulgariens übergangslos ab.
Im Östlichen Balkan nehmen die Höhen ab und das Gebirge löst sich in einige parallel laufende Ketten auf (Kotlenska, Warbischka, Kamtschijska planina im Norden, Sliwenska, Stidowska, Karnobatska, Eminska planina in der Mitte, Grebenez, Tersijski bair, Chisar, Ajtoska planina im Süden). Die mittlere Kammlinie bleibt zumeist unter der Waldgrenze (1900 m), aber auch die darüber hinausragenden Gebirgsteile sind breitflächig, von Almen bedeckt. Zwischen den östlich parallel verlaufenden Ketten gibt es Längstäler, deren umfangreichstes vom Fluss Luda Kamtschija durchflossen wird.

### Die Beckenlandschaft im Süden

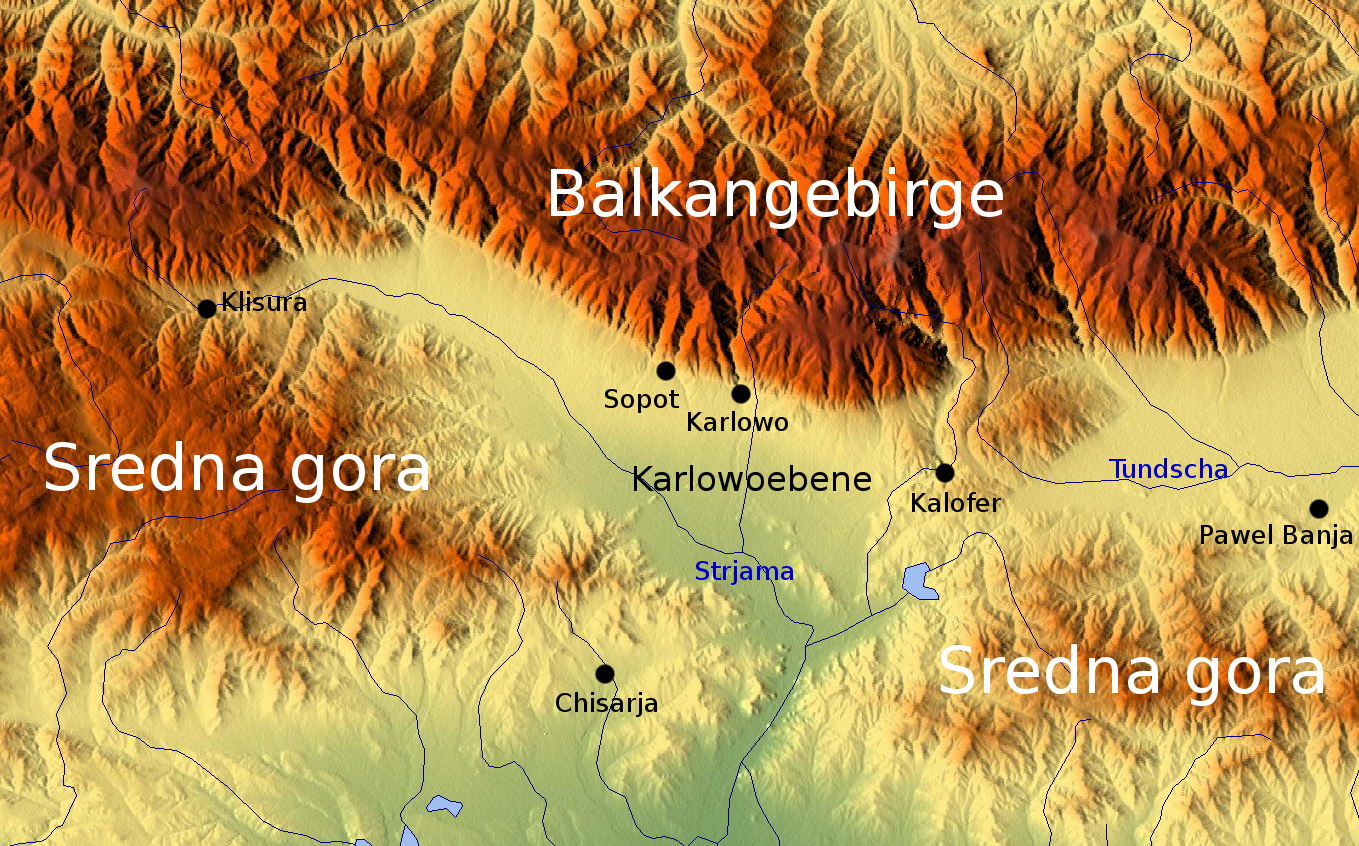
Die Karlowo-Ebene, rechts davon der Westteil des Kasanlak-Talkessels

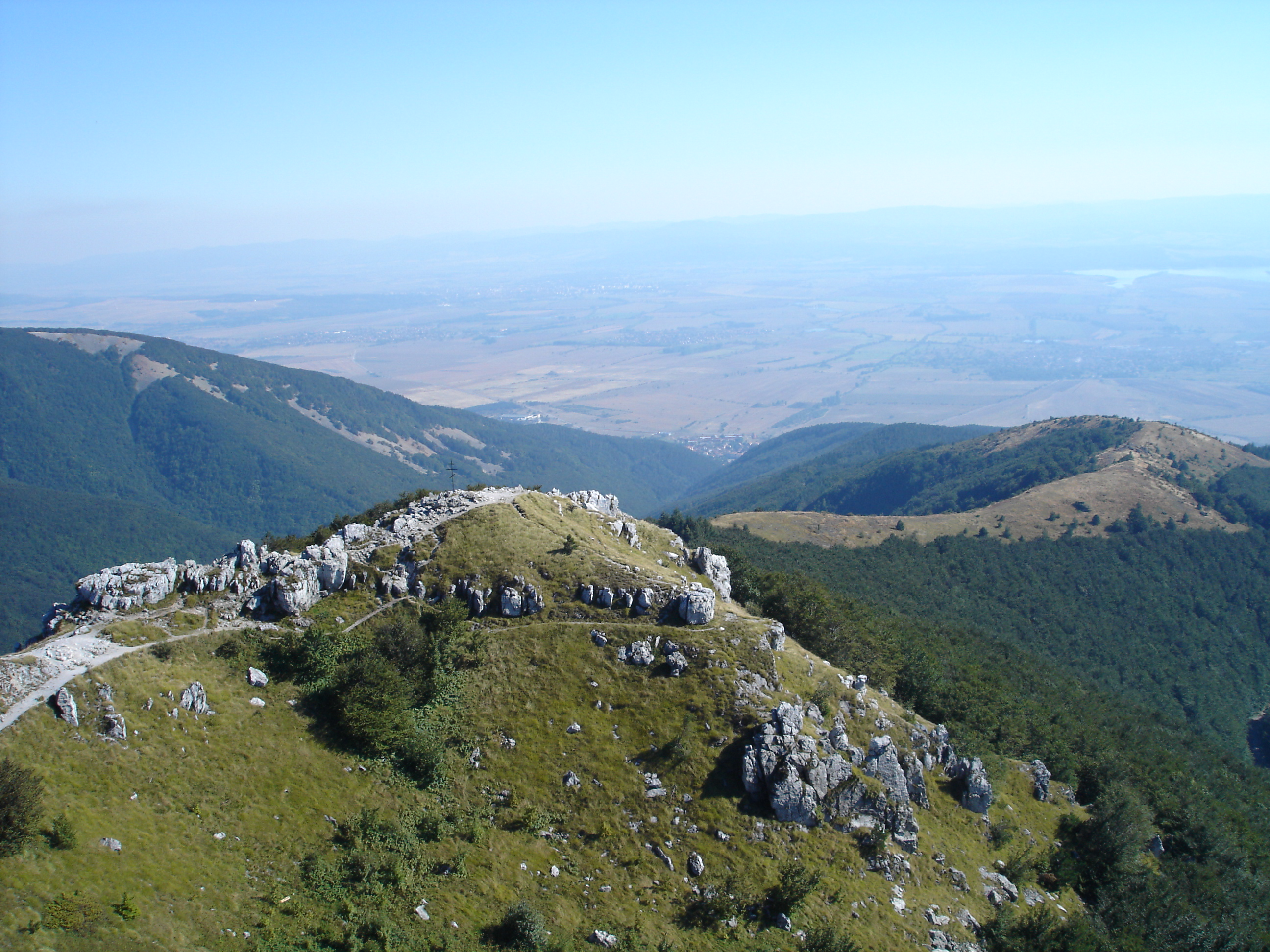
Blick vom Schipkapass nach Süden in die Vorländer

Nach Süden fällt die Balkanhauptkette steil zu den Becken des Subbalkan ab, die bereits einer anderen Großlandschaft angehören, der sogenannten Berg-Becken-Übergangszone (bulgarisch Преходна блоково-разломна планинско-котловинна област Prehodna blokovo-razlomna planinsko-kotlovinna oblast). Diese grabenartigen Senken folgen von Westen nach Osten aufeinander, ihre Nordgrenze ist eine mächtige Bruchlinie. Die wichtigsten unter ihnen sind
- die Slatiza-Ebene mit den Orten Slatiza und Pirdop, die vom Topolniza-Fluss durchflossen wird,
- das Karlowo-Ebene mit dem Ort Karlowo und der Strjama als Hauptfluss,
- der langgestreckte Kasanlak-Talkessel mit dem Ort Kasanlak, in östlicher Richtung durchflossen von der Tundscha. Der Ostteil dieses Beckens mit Twardiza als Hauptort ist durch die Berge Debelez und Mezdenik abgesondert.

Die Karlowo-Ebene und der Kasanlak-Talkessel werden auch zum sogenannten Rosental zusammengefasst.
Weniger stark ausgeprägt ist der Beckencharakter des Sliwensko pole, das auch von der Tundscha und in seinem Ostteil von der Motschuriza durchflossen wird und im Norden vor allem von den Bergmassiven des Balkangebirges Grebenez und Terzijski bair, im Süden dagegen von den östlichen Ausläufern der Sarnena gora und der Hügelkette der Bakadschizi begrenzt ist.
Die Zone der Subbalkan-Becken wird im Süden vom Sredna Gora (auch Srednogorie, dt. Mittelgebirge) begrenzt, mit dem sie die Sredna gora-Podbalkan-Übergangszone (bulg. Средногорско-Подбалканска подобласт/Srednogorsko-Podbalkanska podoblast) bilden.

## Wirtschaft
In den höheren Lagen wird vorwiegend Schafzucht und in den Laubwäldern Forstwirtschaft betrieben. In den fruchtbaren Tälern herrscht Ackerbau vor. Außerdem befinden sich in der Region bedeutende Steinkohlevorkommen.
Die Schafzucht in der Stara Planina, die auf autochthonen Zackel-Schaftypen, insbesondere den weißen Piroter- (Pirotska pramenka) und dunklen Karakatschaner Schafen (Karakačanska ovca), deren Wolle aus langen, elastischen Fasern von 30–40 μm Durchmesser gebildet wird, stellte die Grundlage der historisch überkommenen Kelim-Weberei in den Herstellungsorten der Piroter- und Tschiprowzier Kelime. Mit der Wollproduktion entwickelten sich in der Stara Planina auch die historischen Produktionszentren der von orthodoxen Slawen gepflegten Şarköy-Webereien im westlichen Bulgarien.
Dem Erhalt der traditionellen autochthonen Schafzucht gilt heute ein verstärktes Augenmerk, da sie auch weiterhin Basis für die heutige Kelim-Produktion in der Stara Planina geblieben ist. Von der ehemals bedeutenden Herdenviehhaltung blieben auf der serbischen Seite bis 2009 aber nur noch etwa 500–1000 Piroter- sowie 100 Karakatschaner Schafe übrig.
Die Schafzucht der Stara Planina ging dabei ursprünglich auf die Bedürfnisse der Käseproduktion zurück, von denen der hier hergestellte Kačkavlj Anfang des 19. Jahrhunderts von nomadischen Karakačanen in der Stara planina eingeführt wurde. Neben der Wolle für die Kelim-Webereien war der Hartkäse wichtigstes Handelsgut in den Wirtschaftsbeziehungen Pirots, Caribrods und Tschiprowitzs im osmanischen Reich.
Projekte zum Erhalt der autochthonen Haustier-Rassen der Stara Planina werden zurzeit auch im Aufbau von organisch geführten landwirtschaftlichen Betrieben unternommen.